# تیموتی فیندلی
تیموتی اروینگ فردریک فیندلی (انگلیسی: Timothy Findley; ۳۰ اکتبر ۱۹۳۰ – ۲۱ ژوئن ۲۰۰۲ (۷۱ سال)) نویسنده و فیلم‌نامه‌نویس اهل کانادا بود.